# Inscripción bilingüe
En epigrafía, una inscripción bilingüe, como su nombre indica, es aquella que contiene en un mismo texto el uso de dos lenguajes. Se reconocen dos tipos fundamentales: 1 cuando uno de los textos es la traducción del otro, 2 cuando ambos textos son independientes, aunque relacionados en el mismo contexto del documento. Éstas son las denominadas inscripciones bilingües mixtas, y un caso típico es cuando en una misma estela o monumento se escriben nombres de personas o dioses en una lengua, mientras que el resto del contenido se redacta en otra lengua.
Cuando hay más de dos versiones del mismo texto se habla de inscripciones trilingües, etc. Las inscripciones bilingües son extraordinariamente importantes para el desciframiento de lenguas.

## Ejemplos de inscripciones bi y trilingües
- Piedra de Rossetta. Inscrita en egipcio jeroglífico, demótico y griego antiguo. Fue el documento que permitió a Champollion el desciframiento del egipcio jeroglífico.[2]
- Inscripción de Behistún, en antiguo persa, elamita y babilonio (una forma tardía de acadio)
- Estela de Serapit de Armazi, en griego antiguo y arameo.
- Cipo de Melqart, en griego antiguo y cartaginés. Descubierto en Malta en 1694. Fue la clave que permitió al filólogo Abbé Barthelemy el desciframiento del fenicio.
- Obelisco de Janto procedente de la ciudad turca de Janto (Xanthos), también llamado Estela de Janto, o Inscripción trilingüe de Janto). En griego antiguo, licio (o licio A) y miliaco o (licio B).
- Inscripción trilingüe de Letoon, en licio (licio A), griego antiguo y  arameo.
- Inscripciones de Karatepe, en fenicio y luvita jeroglífico.
- Inscripción bilingüe de Amatunte. Procedente de Amatunte (Amathus). En eteochipriota y griego antiguo.
- Tablillas de Pyrgi, en etrusco y fenicio.
- Inscripción bilingüe de Caunos, en cario y griego antiguo.[3]
- Inscripción Púnico-libia del Mausoleo de Ateban, Dougga, hoy en el British Museum.
- Alfabeto de Landa, en maya y español.
- Inscripción bilingüe de Tell el Fakhariya, en arameo y acadio.
- Inscripción bilingüe de Çineköy en luvita jeroglífico y  fenicio.
- Pesas asirias de leones en asirio cuneiforme y  fenicio.